# Thomas Haweis
Thomas Haweis (c.1734–1820), est né à Redruth, Cornouailles, le 1er janvier 1734, où il est baptisé le 20 février 1734 . En tant que clerc de l'Église d'Angleterre, il est l'une des figures de proue du renouveau évangélique du XVIIIe siècle et une figure clé de l'histoire de la comtesse de Huntingdon, de la Free Church of England et de la London Missionary Society.

## Jeunesse et conversion au christianisme évangélique
Il est le fils d'un notaire, qui peut le faire étudier à la Truro Grammar School, mais, après la mort de son père, sa mère est trop pauvre pour l'envoyer à l'université et ainsi, après un apprentissage, il exerce pendant un certain temps comme apothicaire et médecin. Guidé par George Conon, le maître de la Truro Grammar School, Haweis est initié aux doctrines du renouveau évangélique.
Parrainé par le révérend Joseph Jane de l'église paroissiale St Mary Magdalene d'Oxford, il entre en 1748 au Christ's College. Là, il organise un groupe de prière souvent considéré comme un successeur du "Holy Club" des Wesley. Après avoir obtenu son diplôme, il est ordonné dans l'Église d'Angleterre par l'évêque d'Oxford en 1757 pour servir de vicaire à Joseph Jane.
En 1762, il est nommé au Lock Hospital de Londres, sous la direction de l'aumônier Martin Madan. À cette époque, il rencontre Selina Hastings, comtesse de Huntingdon, et prêche dans plusieurs de ses chapelles. Bien qu'ayant une proposition de poste à Philadelphie par George Whitefield, il choisit plutôt de devenir recteur de l'église All Saints, Aldwincle, Northamptonshire, en 1764, conservant les postes jusqu'à sa mort en 1820.

## Connexion de la comtesse de Huntingdon
En 1774, il est nommé aumônier de la comtesse de Huntingdon. Il insiste pour que personne d'autre qu'un clerc de l'Église d'Angleterre ne soit autorisé à prêcher dans une chapelle où il exerce son ministère. Cependant, une fois que les chapelles formant la connexion de la comtesse de Huntingdon sont forcées de s'enregistrer comme chapelles dissidentes, Haweis se retire de son service.
Par testament, la comtesse de Huntingdon laisse la gestion de la Connexion à quatre fiduciaires. Le principal administrateur nommé est, de manière très inattendue, Thomas Haweis, qui continue à présider la Connexion, comprenant à l'époque environ 120 chapelles, même s'il continue en tant que prêtre de l'Église d'Angleterre. Il fait tout son possible pour que la Connexion reste aussi proche que possible de l'Église d'Angleterre et que seul le Book of Common Prayer soit utilisé. Beaucoup de ces chapelles sont devenues une partie de l'Église libre d'Angleterre en 1863 .
Haweis est également l'un des pères fondateurs de la London Missionary Society.

## Œuvres
Haweis a publié plusieurs ouvrages en prose, dont:
- Principes et pratiques évangéliques (1762)
- Une histoire de l'Église
- Une traduction du Nouveau Testament (1795) [3]
- Un commentaire sur la Sainte Bible
- Le compagnon spirituel du communiquant [4]

Les 14 sermons de Haweis dans "Evangelical Principles and Practice" font partie du matériel de formation standard pour les ordinands de la Connexion, semblable aux 44 sermons de John Wesley.
Au début des années 1790, Haweis publie deux livres portant le même titre : « Carmina Christo, ou Hymnes au Sauveur ».
- Un livre de musique[5], probablement publié en 1791[6], avec dix-sept airs d'hymne composés par Haweis avec des mots apparemment écrits par Haweis. Cependant, une exception est l'hymne écrit par Samuel Johnson, « City of God, how wide and far » pour lequel Haweis compose la musique à Richmond.
- Un livre des paroles des hymnes, publié en 1792[7], composé de 139 hymnes, qui est porté à 256 hymnes dans une deuxième édition [8] en 1808.

Haweis est mort à Bath le 11 février 1820 et est enterré à l'abbaye de Bath.
Il n'y a qu'une seule biographie  de Haweis. Des résumés de ses travaux sont donnés par l'évêque Frank Vaughan  et par l'évêque John Fenwick dans leurs ouvrages sur l'Église libre d'Angleterre .